# Principato abbaziale di Fulda
L'abbazia di Fulda è un'abbazia benedettina situata presso Fulda, in Germania, fondata nel 744 da San Sturmio, discepolo di San Bonifacio, proprio per contenere le reliquie di quest'ultimo. Arricchita per volontà di Carlo Magno, l'abbazia di Fulda adottò la regola benedettina e nel 751 papa Zaccaria la sottrasse a tutte le giurisdizioni episcopali, ponendola sotto il diretto controllo papale. Fulda divenne nel corso dei secoli uno dei principali centri di produzione miniata della Germania, in particolare grazie all'opera di Rabano Mauro che qui fu abate e diede un notevole impulso allo sviluppo dello scriptorium locale. L’abate deteneva il 53º seggio del Reichstag.

## Storia

### Dalla fondazione allo splendore medievale

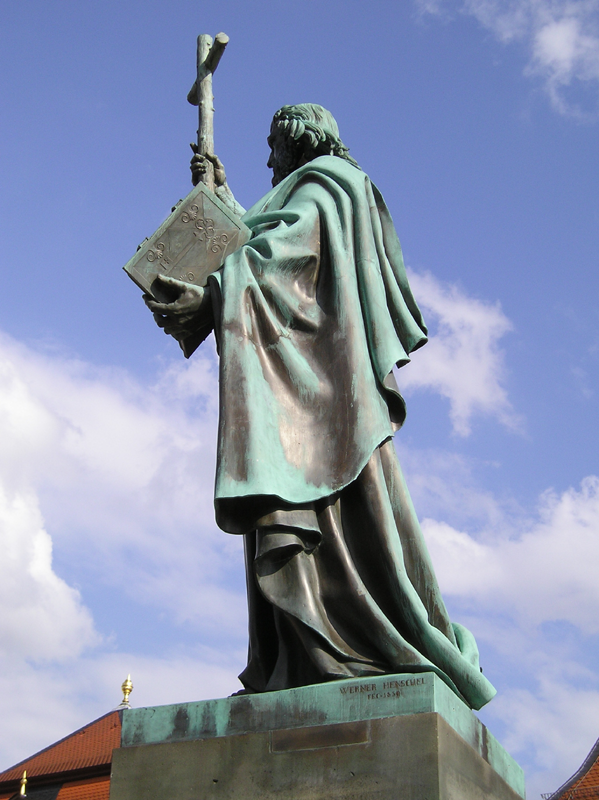
Statua di San Bonifacio presso l'abbazia di Fulda

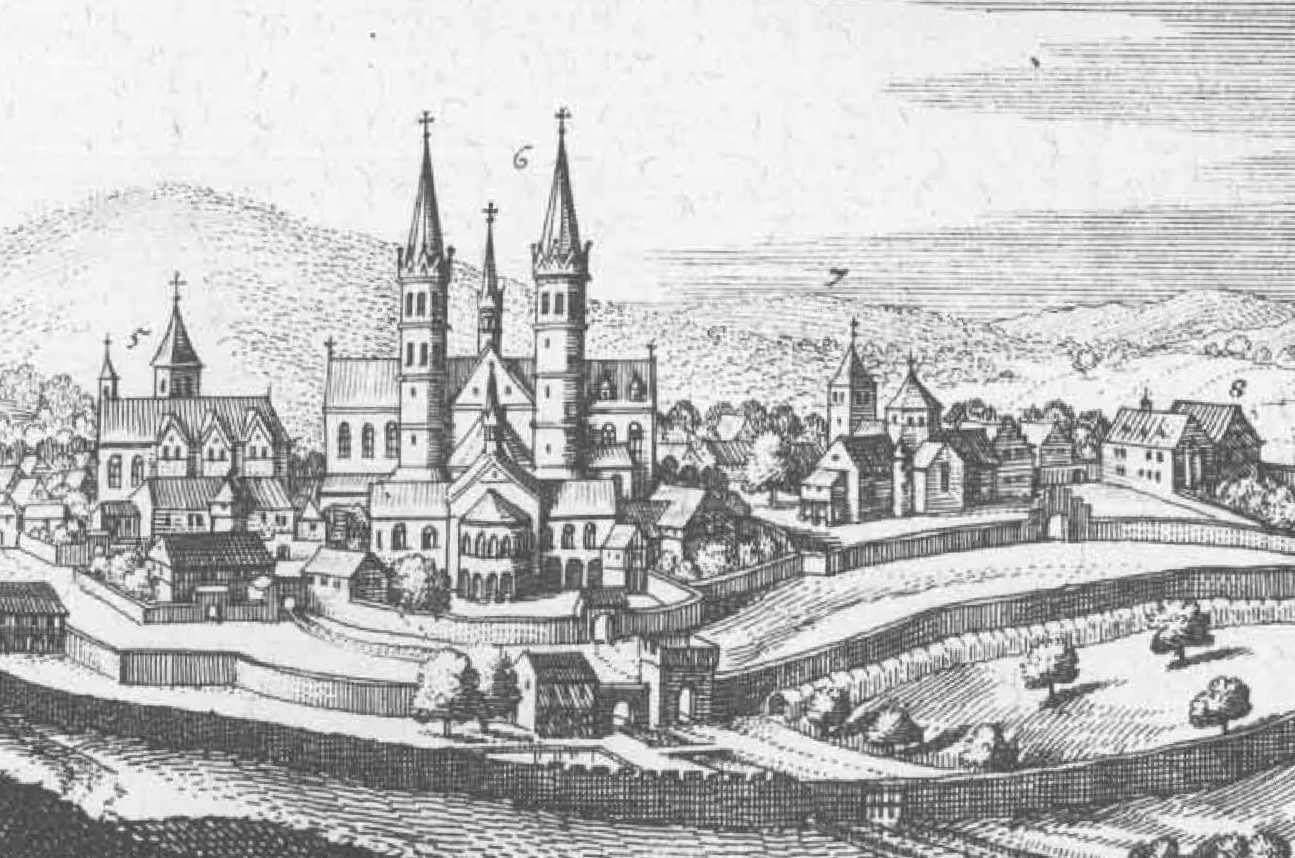
L'antica abbazia di Fulda nel 1655, prima della ricostruzione barocca

L'abbazia di Fulda venne fondata il 12 marzo 744 da San Sturmio, discepolo di San Bonifacio. Una volta che Sturmio ebbe preso solennemente possesso delle terre su cui poi sorse l'abbazia, egli vi elevò la croce in segno di cristianità. L'erezione del monastero e della chiesa avvennero sotto personale direzione di San Bonifacio e vennero dedicati al Redentore. San Bonifacio in persona nominò Sturmio quale primo abate della nuova fondazione monastica con l'intento di farne anche un luogo di formazione per nuovo personale religioso in Germania, all'epoca ancora poco cristianizzata. Il governo dell'abbazia venne preso a modello da quella di Montecassino e Sturmio stesso si recò in Italia nel 748 per esprimere all'abbazia di Montecassino la volontà di affiliarsi a essa.
Per assicurare l'assoluta autonomia alla nuova abbazia, Bonifacio ottenne da papa Zaccaria il privilegio, datato al 4 novembre 751, di renderla un'immediatezza della Santa Sede che la rimuoveva da ogni altra giurisdizione episcopale il che gli garantì anche il possesso di territori in Turingia e in Sassonia. Dal 765 Fulda venne patrocinata da Carlomanno e poté quindi aprire anche una scuola pubblica. Numerosissime furono le successive elargizioni fatte dagli aristocratici franchi all'abbazia, ad esempio quella fatta dal conte Mantone e suo fratello Megingaudo, che nel 788 donarono diversi villaggi tra cui Thüngen e Gössenheim.
Bonifacio, "apostolo dei Germani", venne sepolto proprio a Fulda dopo il suo assassinio nel 754 in Frisia. Questo fece di Fulda una delle principali mete di pellegrinaggio della Germania e portò prestigio alla fondazione oltre a molti benefici materiali e doni. Qua venne sepolto Corrado I di Franconia.
Sotto il secondo abate, Bagolfo, Fulda iniziò a divenire un centro culturale di notevole interesse con l'istituzione di una scuola interna all'abbazia dedita agli studi e specificatamente incentrata su quelli religiosi che, per la prima volta, era aperta anche ai non-membri del monastero. Era stato lo stesso Bonifacio, del resto, a inviare i primi dei suoi seguaci a Fulda a studiare in Franconia, in Baviera e in Turingia, riportando all'abbazia le conoscenze apprese nel campo delle scienze, della redazione dei testi, della letteratura e della teologia.
Attorno all'anno 807, un'epidemia di peste falcidiò gran parte della popolazione di Fulda. In questo periodo il terzo abate del monastero, Ratgar, stava portando avanti la costruzione di una nuova chiesa iniziata a suo tempo da Bagolfo. Secondo il Supplex Libellus, resoconto sulla storia di Fulda redatto dagli stessi monaci, Ratgar si dimostrò particolarmente zelante, esiliando quei monaci che opposti all'eccessiva attenzione da lui data al progetto di costruzione della chiesa e punendo personalmente quanti avevano abbandonato il monastero, fuggendo davanti all'avanzare della pestilenza. Questi fatti, a ogni modo, misero in discussione l'andamento del monastero di Fulda e la natura delle responsabilità dei monaci.
Sino a questo punto, inoltre, i monaci avevano tenuto un registro biografico sui monaci che erano stati membri dell'abbazia noto come Annales Necrologici. Tale documento, estremamente particolare e raro per l'epoca, era utilizzato normalmente dalla comunità per commemorare i defunti e abbinare alle loro vite dei salmi da cantare per la redenzione delle loro anime e ottenere così a loro la salvezza eterna. Durante la reggenza dell'abbazia da parte di Ratgar, si discusse largamente del rapporto tra proprietà comune e proprietà privata dei monaci e dell'abate per primo. Con l'espansione dei possedimenti dell'abbazia a fronte delle numerose donazioni ricevute, i monaci iniziarono sempre più a discutere sul fatto che tali terre fossero da considerarsi possedimento comune e non specifico dell'abate che, pertanto, non poteva disporne come meglio credesse, spesso a scapito della stessa istituzione abbaziale. Come suggerito dal Supplex Libellus, con l'espansione dell'abbazia aumentarono anche le responsabilità secolari del monastero, sia in ambito scolastico sia per la comunità che andava espandendosi attorno a Fulda. I monaci riuscirono ad avere la meglio contro le pretese di Ratgar, ottenendo l'appoggio di Ludovico il Pio, giungendo a esiliare l'abate nell'817 ed Eigil divenne il quarto abate del complesso.

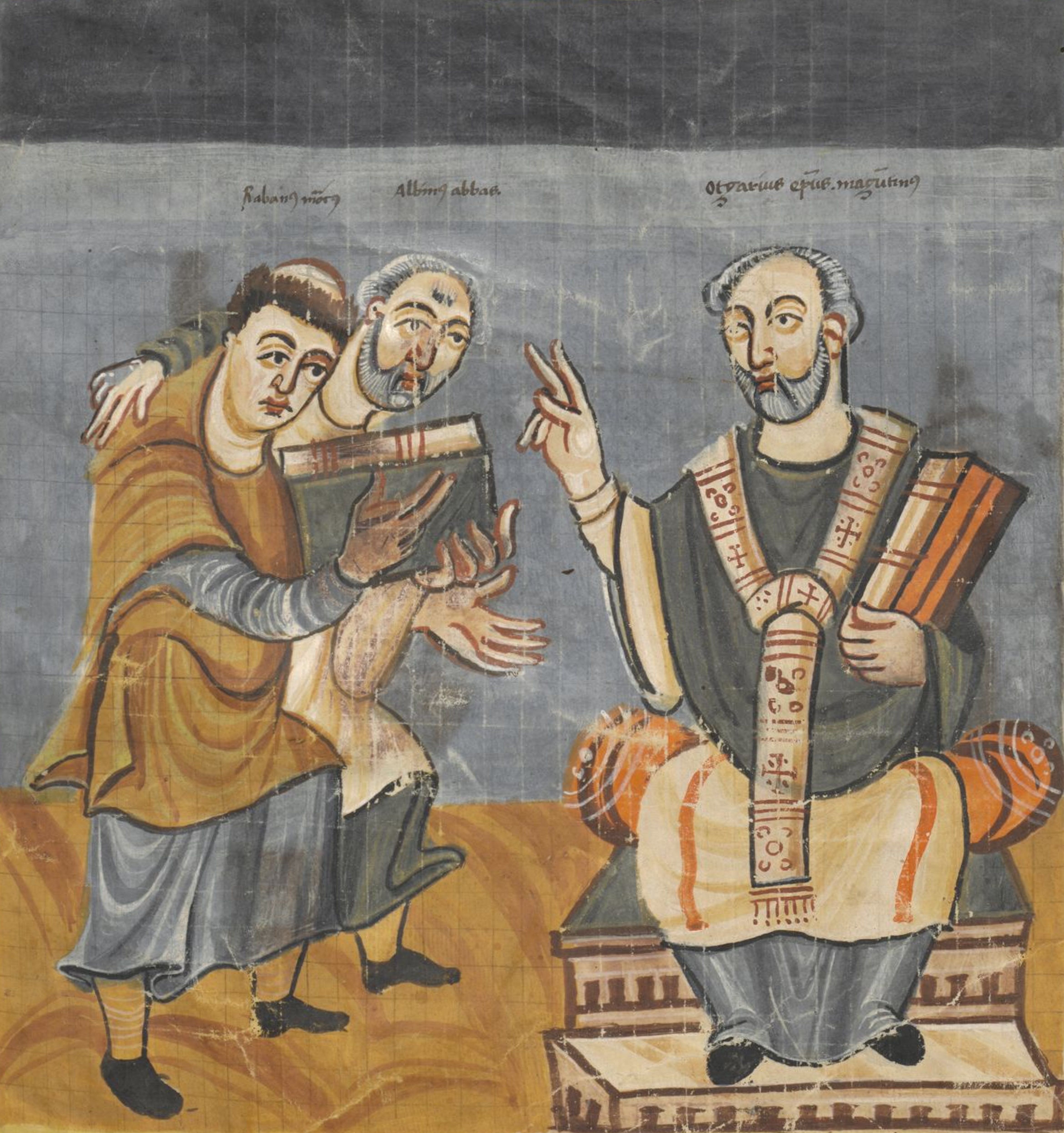
Rabano Mauro (a sinistra), sostenuto da Alcuino, presenta la propria opera al vescovo Otgar di Magonza; miniatura d'epoca

Sotto la guida dell'abate Eigil, la costruzione della chiesa riprese ma in un clima monastico più moderato. Questi cercò di ispirare le forme del nuovo tempio alla basilica di San Pietro a Roma, aggiungendovi il transetto occidentale sul modello esatto di quello della basilica papale, così da dimostrare l'appoggio incondizionato dell'abbazia di Fulda alla politica pontificia dell'epoca.
Nell'822, Rabano Mauro divenne il quinto abate di Fulda. Questi, che aveva studiato proprio al monastero, aveva una profonda conoscenza culturale e divenne insegnante e rettore della scuola locale prima di venire prescelto come abate anche della comunità religiosa. Comprendendo l'importanza dell'educazione, Rabano Mauro fece della scuola di Fulda una delle più importanti dell'intero Sacro Romano Impero. L'abate fu il primo a volere una certa divisione negli insegnamenti, dipartimentando la scuola in studi scientifici, teologici e artistici. Si impegnò particolarmente anche nella raccolta di sante reliquie e manoscritti preziosi in tutto l'impero franco, il che fece dell'abbazia un centro particolarmente rilevante per la cultura in Europa.
Gli abati di Fulda, dal X secolo, divennero abati generali dei benedettini in Germania. Fulda fu il centro della riforma monastica durante il regno di Enrico III. Nel XII secolo, gli abati divennero cancellieri imperiali e nel 1220 vennero elevati al grado di principi del Sacro Romano Impero per merito dell'imperatore Federico II.

### Il periodo moderno
Gli abati che si susseguirono seppero mantenere per Fulda un posto di rilievo nei territori tedeschi, sebbene aumentarono esponenzialmente i loro impegni secolari rispetto a quelli religiosi. Col tempo, l'arricchirsi dell'abbazia portò le principali famiglie nobili tedesche a interessarsi al complesso monastico, favorendolo e ingrandendolo con ulteriori beni che però i monaci tendevano a utilizzare come fossero loro proprietà personale. Questo, nel XIV secolo, creò notevoli problematiche al punto che il conte Giovanni I di Ziegenhain guidò personalmente un'insurrezione al fianco dei cittadini di Fulda contro il principe-abate Enrico VI. Nel 1427, la città e l'abbazia di Fulda vennero coinvolte nella guerra magontino-assiana tra il langraviato d'Assia e l'Elettorato di Magonza per la supremazia nella regione, episodio dal quale l'abbazia si schierò con i langravi, uscendo vittoriosa ma provata dagli sforzi bellici.
Nell'età della riforma protestante e delle guerre contadine, così come durante la guerra dei trent'anni (1618–1648), numerosi furono i disordini e i saccheggi che interessarono l'abbazia, tra cui uno tremendo nel 1631 che andò a colpire proprio la preziosa biblioteca del complesso abbaziale. Questi eventi peggiorarono ulteriormente le condizioni dell'abbazia che perse il proprio secolare primato di scuola di produzione di opere miniate nonché molti dei testi che erano conservati nella biblioteca locale. 

### La decadenza e la dissoluzione del principato abbaziale

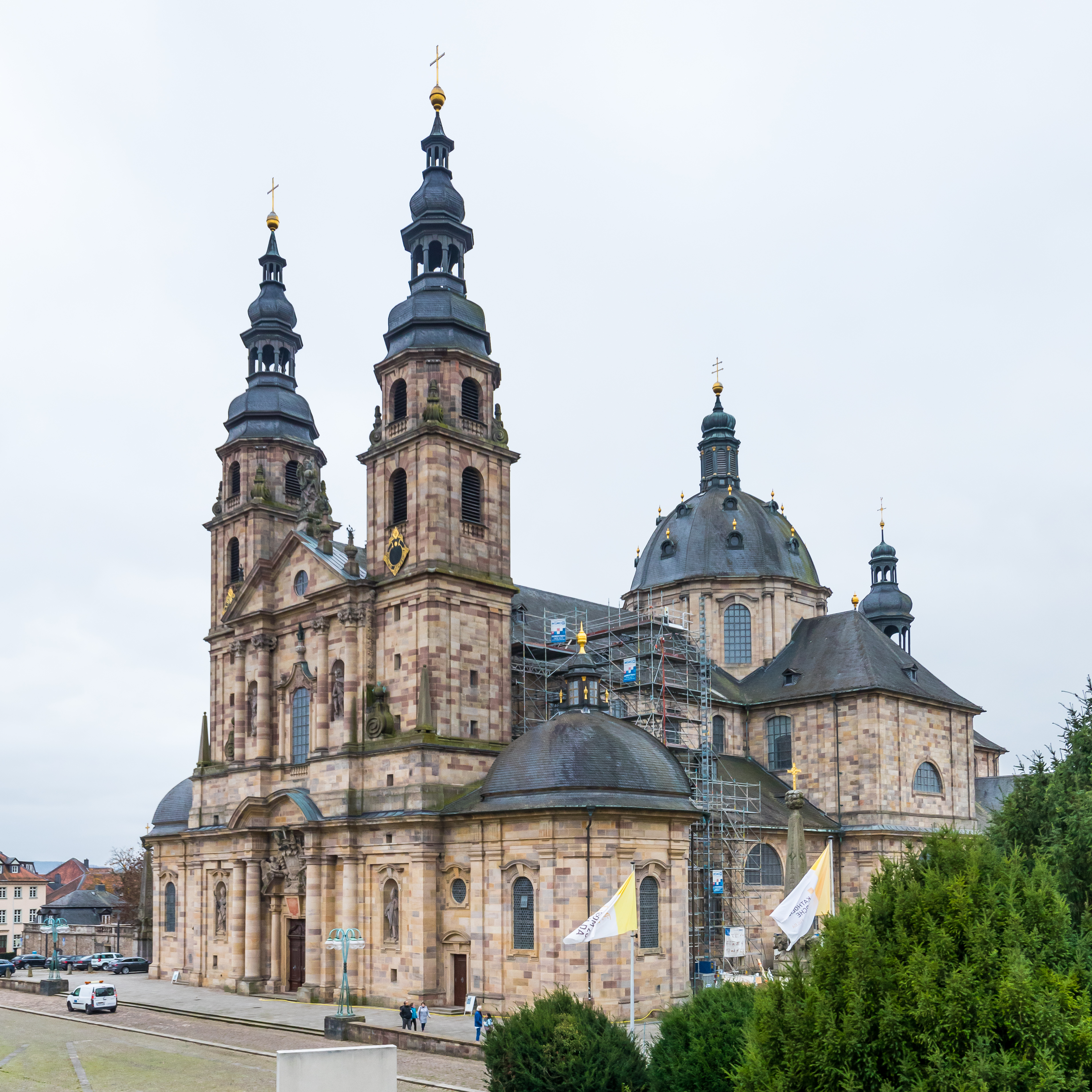
La costruzione della nuova cattedrale di Fulda fu l'ultima grande opera intrapresa nel XVIII secolo

Nel 1570, Balthasar von Dernbach divenne principe-abate di Fulda. Per riformare il territorio dell'abbazia e difenderlo dalle crescenti pressioni dettate dal trovarsi in un'area fortemente esposta all'influenza del protestantesimo, questi convocò i gesuiti a Fulda nel 1571 e, dal 1602, si attivò particolarmente per incrementare le disposizioni della Controriforma, arrivando a danneggiare gli interessi della nobiltà locale, in gran parte di fede evangelica. Durante la guerra dei trent'anni, le truppe protestanti del vicino langraviato d'Assia-Kassel occuparono l'area del vescovato di Fulda nel 1631. Il langravio Guglielmo V ricevette Fulda come pegno da re Gustavo II Adolfo di Svezia che aveva conquistato l'area con le proprie truppe e governò l'area del monastero col titolo di principe di Buchen. Il principe-abate Johann Bernhard Schenk zu Schweinsberg dovette fuggire e morì nel 1632 durante la battaglia di Lützen. Fu solo il suo successore, Hermann Georg von Neuhof, a ottenere la piena restituzione dell'abbazia e del principato clericale con la pace di Praga del 1635 e successivamente fece ritorno a Fulda. Nel 1700, il principe-abate Adalbert von Schleifras commissionò all'architetto Johann Dientzenhofer la ricostruzione della cattedrale cittadina e l'erezione di un palazzo cittadino di stile barocco sul sito di quella che era la basilica di Ratgar, abbattendo quindi l'edificio medievale a vantaggio della nuova struttura.
Il 5 ottobre 1752 l'abbazia principesca venne elevata al rango di sede vescovile da papa Benedetto XIV. Il principe-abate Amand von Buseck divenne il primo vescovo della nuova diocesi.
Il monastero venne dissolto nel 1802 e il principato secolare venne mediatizzato nel 1803 nell'ambito del Reichsdeputationshauptschluss, ma la sede episcopale continuò a esistere. Il territorio secolare di Fulda venne infine annesso al principato di Orange-Nassau assieme ad altre terre mediatizate per costituire il principato di Nassau-Orange-Fulda. Il principe Guglielmo Federico si rifiutò di entrare a far parte della Confederazione del Reno e, con lo scioglimento del Sacro Romano Impero nell'agosto del 1806, dovette fuggire a Berlino. Fulda venne conquistata dai francesi di Napoleone e nel 1810 venne assegnata col suo territorio al Granducato di Francoforte, ma venne poi occupata nuovamente dall'Austria nel 1813 e dalla Prussia nel 1815. Il Congresso di Vienna ripristinò il dominio della città come Granducato di Fulda e lo assegnò infine all'elettorato d'Assia nel 1815. Gli ex possedimenti dell'abbazia di Fulda vennero costituiti nella provincia di Fulda, dal 1866 parte dell'Assia-Nassau, territorio istituito dai prussiani dopo l'invasione e l'annessione dell'Elettorato. Con la dissoluzione dell'abbazia e del suo governo secolare, la tradizione ecclesiastica legata a Fulda proseguì nella diocesi locale il cui ambito venne infatti fatto coincidere con quello dell'Elettorato d'Assia (che aveva inglobato Fulda) e del vicino Granducato di Sassonia-Weimar-Eisenach.

## Loscriptoriume la biblioteca dell'abbazia

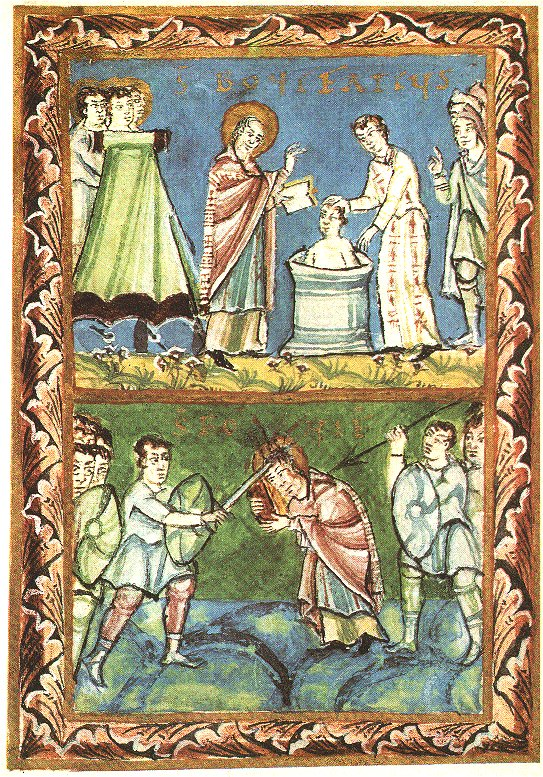
Sacramentario di Fulda (Bamberga, Biblioteca di Stato, Msc. Lit. 1), XI secolo, fol. 126v: Raffigurazione di scene della vita di san Bonifacio (il battesimo di un pagano, in alto; il martirio, in basso)

In particolare durante i primi secoli di esistenza dell'abbazia e nel periodo medievale, Fulda fu uno dei principali centri di produzione di testi miniati della Germania, nonché uno dei principali centri culturali tedeschi. Rabano Mauro, letterato e abate a Fulda, contribuì notevolmente a questa fama. L'abate Eigil scrisse la biografia programmatica dell'abate fondatore, che comprendeva anche la storia della fondazione del monastero e ne propagava l'orientamento monastico verso l'ideale di un monastero ascetico solitario di tradizione benedettina. All'epoca di Rabano Mauro, l'abbazia contava in tutto 600 monaci ed era il principale dei centri di produzione di documenti e scritti di tutto il Sacro Romano Impero, il che attirava presso di essa studenti e studiosi da ogni parte del mondo dell'epoca. La biblioteca del monastero, che venne in gran parte realizzata su proposta di Rabano Mauro e Rodolfo di Fulda, contava in tutto 2000 manoscritti ed era una delle più grandi dell'impero alla sua epoca. In essa si trovavano copie di diverse rare opere antiche come quelle di Tacito (Annales), di Sesto Giulio Frontino e di Ammiano Marcellino (Res gestae).
Oltre a essere un centro culturale di importanza fondamentale per la Germania, Fulda fu anche sede di una scuola di pittura e di bella scrittura. A partire dall'840 circa e sino a tutto il XII secolo, Fulda fu una delle principali scuole di miniatura di tutto il mondo germanico. L'abilità dei monaci di Fulda nella realizzazione di decori e scene da allegare agli scritti ricopiati, fece nascere parallelamente una vera e propria scuola di pittura a soggetti sacri le cui opere possono essere ancora oggi ammirate in alcune delle più antiche filiazioni dell'abbazia (ad esempio al monastero di Petersberg). Ancora oggi nella biblioteca del complesso si trovano preziosi vangeli miniati di epoca carolingia assieme a copie del ciclo poetico De laudibus sanctae crucis di Rabano Mauro che promosse a tale scopo lo sviluppo anche in Germania della letteratura illustrata. In epoca ottoniana l'attenzione della produzione libraria sembrò spostarsi sulla produzione di sacramentari. Le opere principali ascrivibili a questo periodo comprendono ad esempio il Codex Wittekindeus, un magnifico evangelario nonché una delle opere più importanti dell'arte libraria in epoca ottoniana, oppure il sacramentario di Fulda, conservato oggi a Gottinga, o il Codex Fuldensis.

## L'abbazia territoriale
Nel corso dei secoli, l'abbazia di Fulda acquisì una notevole influenza nel mondo germanico e ottenne frequenti donazioni che ne ingrandirono notevolmente il patrimonio fondiario. A partire dal IX secolo, gli abati realizzarono una serie di filiazioni nei principali feudi di cui godevano il controllo, solitamente diretti in loco da un prevosto che aveva la funzione di rappresentante dell'abate e di amministratore del possedimento. Le fondazioni erano: la prevostura di Abbetesrode, il monastero di Gräfendorf, il monastero di San Dionigi a Kleinbrach, il monastero di Frauenberg, il monastero di Holzkirchen (in Bassa Franconia), la prevostura di Johannesberg, il monastero di Michaelsberg, il monastero di Neuenberg, la prevostura di Johannisberg, il monastero di Petersberg (Fulda), i feudi di Saal an der Saale, Sannerz, Solnhofen e i monasteri femminili di Allendorf, Blanckenau, Höchst, Kapellendorf, Karsbach, Santa Maria (Fulda), Mattenzell, Milz, Mühlhausen, Rodenbach, Rohr, Teutleben, Tauberbischofsheim, Thulba, Wenkheim, Zella e Zellingen. Alcuni di questi luoghi divennero in seguito collegiate: San Bonifacio (Großburschla), San Bonifacio (Hameln), Hünfeld, Rasdorf, Salmünster.

## Il duomo

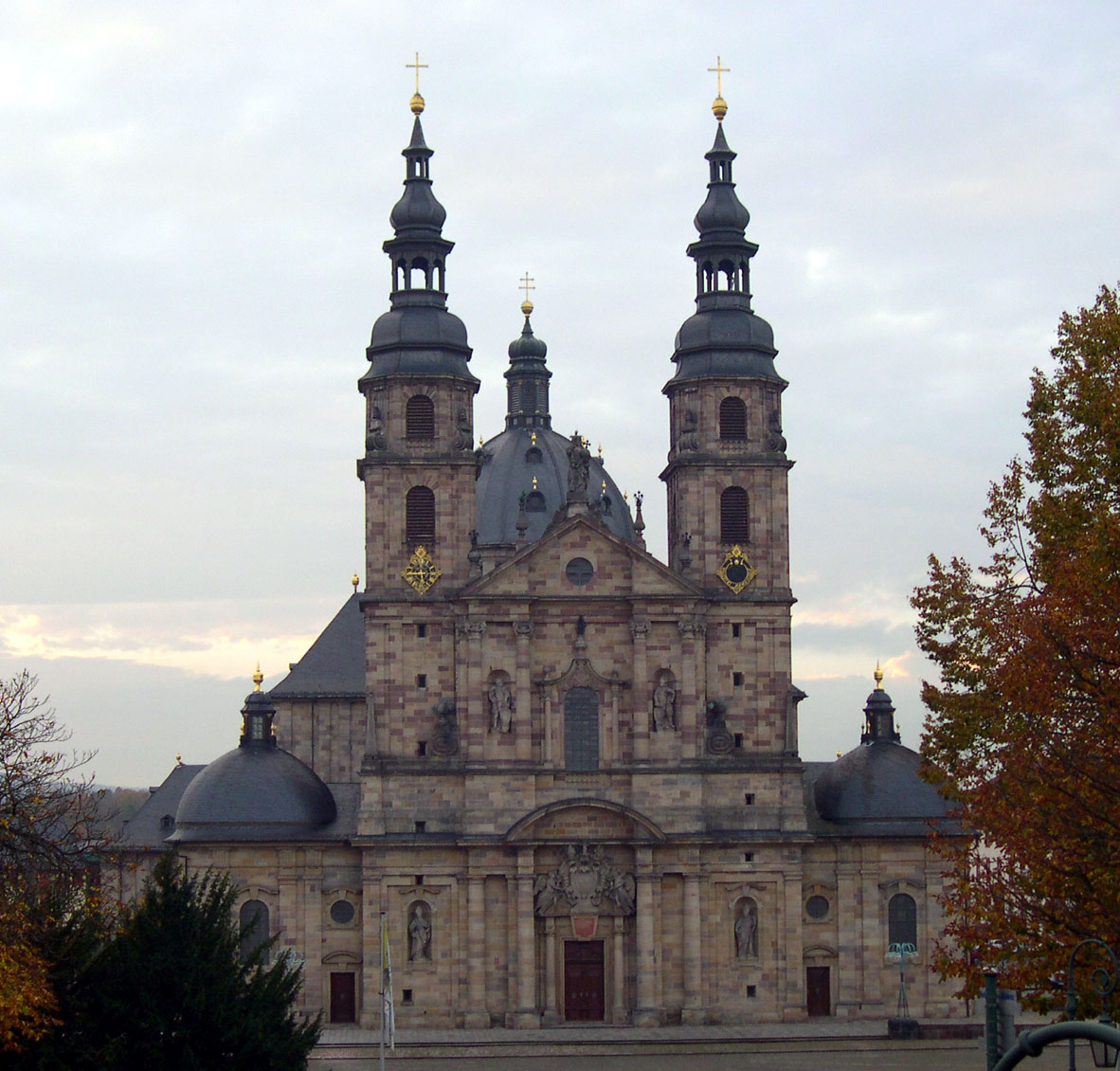
Il duomo di Fulda

L'edificio prende a modello l'antica basilica di San Pietro in Vaticano, a Roma.
La chiesa presenta un corpo longitudinale di tre navate con copertura lignea a capriate. La novità principale è la presenza di una seconda abside contrapposta a quella principale, che era una sorta di cappella in cui erano conservate le reliquie di san Bonifacio; è inoltre presente una cripta situata sotto la zona presbiteriale.
Questa chiesa, ora distrutta, presentava un grande transetto continuo posto sul lato ovest, sporgente rispetto alle navi minori, dotato di testate con pareti o intercolumni divisori.
Il richiamo all'organismo del S. Pietro costantiniano è evidente sia nel collocamento sia nel posizionamento delle sue parti.
Altra innovazione apportata negli anni 817-819 insieme alla costruzione del transetto è quella dell'aggiunta di una seconda abside a oriente, direttamente a contatto con il transetto, così l'altro presbiterio venne utilizzato come santuario delle reliquie di san Bonifacio.
L'aggiunta della seconda abside comportò la mancanza della porta di ingresso sull'asse di simmetria dell'edificio, le porte furono poste ai lati o sulle testate delle absidi, così facendo si escludeva al visitatore la possibilità di avere una visuale completa dell'interno e di seguire un percorso programmato con un preciso itinerario con visioni casuali e occasionali.
Le due absidi contrapposte sono una diversità per l'architettura carolingia, incidono sull'interno dando un diverso effetto prospettico alle file di colonne allineate lungo la navata.
La seconda abside elimina il senso unico di lettura dell'interno con la presenza di una nuova fuga prospettica, che è inversa alla prima.

## Abati e vescovi di Fulda

### Abati di Fulda (774-1221)
| Nome                          | Inizio regno | Fine regno |
| San Sturmio                   | 744          | 779        |
| Bagolfo                       | 779          | 802        |
| Ratgario                      | 802          | 817        |
| Eigil                         | 818          | 822        |
| San Rabano Mauro              | 822          | 842        |
| Attone I                      | 842          | 856        |
| Thioto                        | 856          | 869        |
| Sigihart                      | 869          | 891        |
| Huoggi                        | 891          | 915        |
| Elmfrido                      | 915          | 916        |
| Haicho                        | 917          | 923        |
| Iltiberto                     | 923          | 927        |
| Adamaro                       | 927          | 956        |
| Attone II                     | 956          | 968        |
| Verinarius                    | 968          | 982        |
| Branthoh I                    | 982          | 991        |
| Attone III                    | 991          | 997        |
| Erkenbaldo                    | 997          | 1011       |
| Branthoh II                   | 1011         | 1013       |
| Poppo (anche abate di Lorsch) | 1013         | 1018       |
| Riccardo                      | 1018         | 1039       |
| Sigiwarto                     | 1039         | 1043       |
| Rohing                        | 1043         | 1047       |

| Abate                  | Inizio regno | Fine regno |
| Egberto                | 1047         | 1058       |
| Sigfrido di Eppenstein | 1058         | 1060       |
| Widerad di Eppenstein  | 1060         | 1075       |
| Ruothart               | 1075         | 1096       |
| Goffredo               | 1096         | 1109       |
| Wolfhelm               | 1109         | 1114       |
| Erlolf di Bergholz     | 1114         | 1122       |
| Ulrico di Kemnaten     | 1122         | 1126       |
| Enrico I di Kemnaten   | 1126         | 1132       |
| Bertone I di Schlitz   | 1132         | 1134       |
| Corrado I              | 1134         | 1140       |
| Aleolfo                | 1140         | 1148       |
| Ruggero I              | 1148         | 1148       |
| Enrico II di Bingarten | 1148         | 1149       |
| Marquardo I            | 1150         | 1165       |
| Gernot                 | 1165         | 1165       |
| Ermanno                | 1165         | 1168       |
| Burcardo di Nürings    | 1168         | 1176       |
| Ruggero II             | 1176         | 1177       |
| Corrado II             | 1177         | 1192       |
| Enrico III di Kronberg | 1192         | 1216       |
| Hartmann I             | 1216         | 1217       |
| Kuno                   | 1217         | 1221       |

### Principi-abati (1221-1737)
- Corrado III di Malkes 1221–1249
- Enrico IV di Erthal 1249–1261
- Bertone II di Leibolz 1261–1271

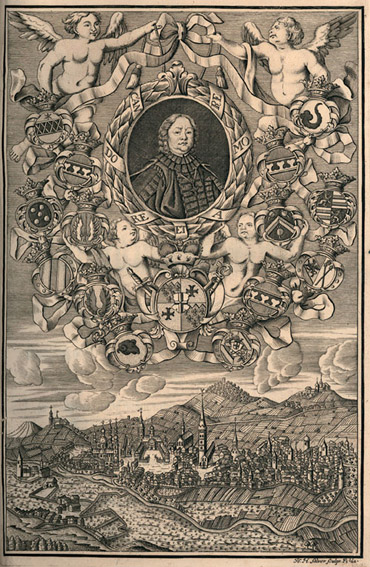
Il principe-vescovo Adolf von Dalberg in una stampa d'epoca ove sotto si trova una veduta della diocesi di Fulda (Kupferstich von J. H. Salver, um 1750)

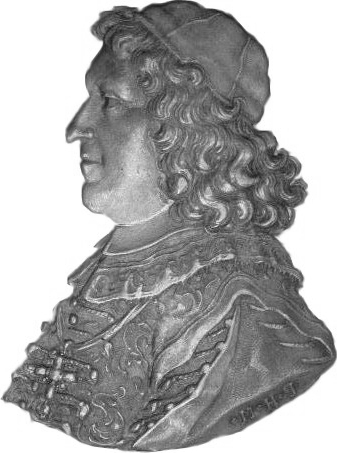
Il principe-abate Placidus von Droste, 1688

Il principe-vescovo Enrico VIII di Bibra (Johann Andreas Herrlein)

- Bertone III di Mackenzell 1271–1272
- Bertone IV di Biembach 1273–1286
- Marquardo II di Bickenbach 1286–1288
- Enrico V di Weilnau 1288–1313
- Eberardo di Rotenstein 1313–1315
- Enrico VI di Hohenberg 1315–1353
- Enrico VII di Kranlucken 1353–1372
- Corrado IV di Hanau 1372–1383
- Federico I di Romrod 1383–1395
- Giovanni I di Merlau 1395–1440
- Ermanno II di Buchenau 1440–1449 (coadiutore 1419–1427)
- Erinhard di Weilnau 1449–1472
- Giovanni II di Henneberg-Schleusingen 1472–1513
- Ermanno II di Kirchberg 1513–1521/29
- Giovanni III di Henneberg-Schleusingen 1521/29–1541
- Filippo di Schweinsberg 1541–1550
- Wolfgang Dietrich von Eusigheim 1550–1558
- Wolfgang Schutzbar 1558–1567
- Filippo Giorgio di Schweinsberg 1567–1568
- Wilhelm Hartmann von Klauer zu Wohra 1568–1570
- Balthasar von Dernbach 1570–1576, 1602–1606; durante il suo secondo periodo di principato si svolse la caccia alle streghe di Fulda, che costò la vita a 250 persone.
- Johann Friedrich von Schwalbach 1606–1622
- Johann Bernhard Schenk zu Schweinsberg 1623–1632
- Johann Adolf von Hoheneck 1633–1635
- Hermann Georg von Neuhof 1635–1644
- Joachim von Gravenegg 1644–1671
- Cardinale Bernardo Gustavo di Baden-Durlach 1671–1677
- Placidus von Droste 1678–1700
- Adalbert I. von Schleifras 1700–1714
- Konstantin von Buttlar 1714–1726
- Adolf von Dalberg 1726–1737

### Principi-vescovi
- Amand von Buseck 1737–1756 (principe-vescovo di Fulda dal 1752)
- Adalbert II von Walderdorff 1757–1759
- Heinrich VIII von Bibra 1759–1788
- Adalbert III von Harstall 1789–1814 (principe-vescovo fino al 1802)

### Vescovi
- Heinrich von Warnsdorf 1814–1817 (vicario apostolico)
- vacante dal 1817 al 1828
- Johann Adam Rieger 1828–1831
- Johann Leonhard Pfaff 1832–1848
- Christoph Florentius Kött 1848–1873
- vacante dal 1873 al 1881
- Georg von Kopp 1881–1887
- Joseph Weyland 1888–1894
- Georg Ignaz Komp 1894–1898
- Adalbert Endert 1898–1906
- Joseph Damian Schmitt 1907–1939
- Johann Baptist Dietz 1939–1958
- Adolf Bolte 1959–1974
- Eduard Schick 1975–1982
- Johannes Dyba 1983–2000 (arcivescovo a titolo personale)
- Heinz Josef Algermissen 2001–2018
- Michael Gerber dal 2019[11]